# ハロシンプレックス・カールスバデンス
ハロシンプレックス・カールスバデンス (Halosimplex carlsbadense) とは、いわゆる高度好塩菌に属する古細菌の1種である。この古細菌は、約2億5000万年前に結晶化した岩塩の中から発見され、休眠状態から復活した世界最古の生物として話題となった。ただし、この発見を疑問視する意見もある。

## 発見
2000年にラッセル・ブリーランドらの研究チームは、アメリカ合衆国エネルギー省が放射性廃棄物の処分を目的に掘った、アメリカ合衆国ニューメキシコ州の洞窟内にある地下約570mの岩塩層から採集された岩塩の結晶を調べた。周辺の地層に含まれる鉱物や微小化石から約2億5000万年前のものと推定された岩塩には、微小な空隙を満たす塩水に微生物が含まれていた。これを養分を含む液体に浸した結果、一部のサンプルで増殖が確認され、培養に成功した。
当初この生物は、棒状の形をしていることから真正細菌のバシラス属に類似していると考えられており、strain 2-9-3 という仮称で呼ばれていた。しかしその後のDNA解析の結果、この微生物が新属新種の古細菌である事がわかり、2002年に Halosimplex carlsbadense という学名が与えられ、同時にハロシンプレックス属の模式種となった。併せてstrain 2-9-3が基準株に指定されている。
学名の由来は、属名が単純な好塩菌であることを示すギリシア語とラテン語の複合語 "Halosimplex" 、種形容語がカールスバッドに生息するという意味の形容詞 "Carlsbadense"（-enseは-ensisの中性形）となっている。ラテン語としてみた場合、Halosimplex carlsbadense は「カールスバッドに生息する、単純な好塩菌」というほどの意味を帯びる。

## 世界最古の生物
ハロシンプレックス・カールスバデンスが発見されたのが約2億5000万年前の岩塩の中であり、養分を含む液体に浸した際に増殖を行うことから、芽胞と呼ばれる状態で休眠していたと考えられている。ハロシンプレックス・カールスバデンス以前の記録は、琥珀に閉じ込められたハチの化石の体内から1995年に発見された、真正細菌の Bacillus sphaericus であり、その年代は2500万年前から3000万年前である。これと比較すれば、ハロシンプレックス・カールスバデンスは大幅に記録を更新した事になる。
岩塩のサンプルは、外部からのコンタミネーションを防ぐため、予め結晶の表面を強塩基と酸を用いて殺菌処理した。また、岩塩の結晶は一次結晶であり、結晶の割れ目からより若い年代の生物が混入した可能性も否定した。このために、ハロシンプレックス・カールスバデンスが外部由来、すなわち現代の古細菌である可能性は10億分の1程度と研究チームは主張している。これは論文が掲載されたネイチャーにおいても説明されている。しかし、他の独立した専門家は、追試によって発見を再現することに成功していない。そのため、この発見を疑問視する意見も存在しており、議論の決着はついていない。他の研究チームでも再現されている、より確実な岩塩中の生物の記録は3万4000年前である。
仮にハロシンプレックス・カールスバデンスが数億年休眠状態を維持できるという説が正しい場合、例えば休眠状態にある生物を含む物質が地球外に放り出された場合、数億年単位の時間を経て他の天体、例えば火星のような天体に降りて復活する可能性もある。これはいわゆるパンスペルミア説が存在する可能性を支持する研究成果の1つである。

## 生態
ハロシンプレックス・カールスバデンスはグリセロール、酢酸、ピルビン酸といった炭素数の少ない無機化合物を代謝して活動している。グルコースやアミノ酸といった、より高分子な栄養素を代謝するのと比べればエネルギーの無駄が省けるため、この性質はハロシンプレックス・カールスバデンスが太古の生物の代謝を反映しているという説もある。